# Rodrigo Rojas
Juan Rodrigo Rojas Ovelar (Fernando de la Mora, Paraguay, 9 de abril de 1988) es un futbolista paraguayo, juega como mediocampista y su actual equipo es Sportivo Luqueño de la Primera División de Paraguay.

## Trayectoria

### Olimpia
Se inició en la escuela de fútbol del club Olimpia, a los 10 años, pasando más adelante por cada una de las categorías inferiores de la entidad. Debutó en el equipo principal el 11 de noviembre de 2006 frente al 2 de Mayo, en la ciudad de Pedro Juan Caballero, en un partido correspondiente a la 19.ª fecha del Torneo Clausura. Ingresó a los 71 minutos de juego, en el equipo dirigido en ese momento por José Saturnino Cardozo. Marcó su primer gol en la Primera División el 16 de marzo de 2008 ante el 3 de Febrero, por la 5.ª jornada del Torneo Apertura, tanto que fue decisivo para la victoria final de 2-1.
Entre las temporadas de 2008 y, especialmente la de 2009, se consolidó en el equipo titular de Olimpia, en el que sobresalió por sus muy buenas actuaciones, como la que realizó frente a Libertad, por la 13.ª fecha del Torneo Apertura, el 10 de mayo de 2009, siendo calificado su desempeño como clave, para alcanzar un difícil como memorable triunfo de 2 a 1, en el minuto final del encuentro. Entre el mencionado certamen y el segundo del año anotó en siete ocasiones, algunos de ellos de gran factura.

### River Plate
En enero de 2010, Rojas fue cedido a préstamo por un año y medio a River Plate de Argentina, quedando establecido en el contrato el pago de 150 mil dólares anuales en concepto de prima para el jugador, más una opción de compra definitiva fijada en 1.400.000 de la misma moneda. Su pase le pertenece en un 80% a un grupo empresarial denominado Full Play, que lo había adquirido por US$ 1.350.000. En tanto que el resto les corresponde en partes iguales a Olimpia y el representante del jugador, el exfutbolista Alfredo Mendoza.
Se estrenó con la banda roja el 14 de enero frente a Racing durante la segunda fecha del Triangular de Salta, un certamen amistoso de pretemporada. El director técnico del equipo, Leonardo Astrada, lo mandó al terreno de juego en la posición de volante por izquierda sobre 22 minutos del 2º período con un marcador en contra de 1-2, el cual a la postre sería el definitivo. Tres días después, ante Independiente, fue incluido por primera vez en el onceno titular, ubicándose como volante derecho. Pese a la nueva derrota (2-3), Rojas cumplió una buena actuación ganándose así los primeros elogios por parte de la prensa especializada local y de los propios hinchas.
El 20 de enero de 2010, de nuevo arrancando desde el inicio y teniendo como marco el superclásico del fútbol argentino, convirtió su primer gol para River a sólo 3 minutos de comenzado el juego. Además, tuvo activa participación en la jugada que, mediante pase suyo, derivó en el tercer tanto que sentenció la victoria sobre Boca por 3-1, resultado con el que el cuadro millonario se adjudicó la Copa Desafío. En esta ocasión, ante las ausencias por lesión de Ariel Ortega y Marcelo Gallardo, el entrenador lo hizo jugar más metido al medio dándole la función de conducir al equipo, la cual cumplió en forma satisfactoria.
El primer partido oficial lo jugó, como volante derecho y de titular, el 31 de enero de 2010 frente a Banfield, por la primera fecha del Torneo Clausura. Al cabo de varios partidos, Rodrigo no logró repetir sus buenas actuaciones del comienzo decayendo un tanto su nivel futbolístico junto con el resto de su equipo que atravesaba una profunda crisis que provocó el despido de Astrada. Además, en abril se le diagnosticó una pubalgia que lo apartó del cuadro titular.
Para el siguiente campeonato, el Apertura 2010, Rojas poco a poco fue retomando continuidad en el equipo del nuevo entrenador, Ángel Cappa.

### Libertad
De manera sorpresiva, el 10 de febrero de 2011 fue anunciado el retorno a su país de origen al fichar por el Club Libertad, en donde no permaneció más allá de ese semestre.

### Germinal Beerschot
En septiembre de 2011 se confirmó su ida al Germinal Beerschot del fútbol belga.

### O'Higgins
El 31 de enero de 2012 luego de no tener continuidad en Bélgica se anuncia su llegada al O'Higgins de Chile luego de pasar los chequeos médicos reforzó al elenco celeste quedando libre pero con opción de compra.
Debutó en el equipo contra Unión Española. La fecha siguiente anota su primer gol por O'Higgins, gol con el que su equipo logra empatarle a Deportes La Serena cuando el partido estaba por finalizar.En la 6º fecha vuelve a convertir esta vez a la Universidad de Concepción logrando su segundo gol en el campeonato y el 3-1 final para O'Higgins. En la fecha 12 y 13 también convirtió, frente a Huachipato y a Palestino, respectivamente. Los resultados de estos encuentros fueron 2-1 a favor de Huachipato y la categórica goleada por 5-0 a favor de O"Higgins contra Palestino. también convirtió en la fecha 23-06-2012 el 2 a 1 cuando O’Higgins gana a Unión Española 2-1 y se clasifica a la final, y en el partido de ida por las finales del campeonato nacional contra la Universidad de Chile, en Rancagua, donde marcó el primer gol y entregó una asistencia para el segundo gol. El segundo semestre participó en la Copa Sudamericana jugando contra Cerro Porteño donde quedan eliminados en primera ronda. El clausura del 2012 solo marca 3 goles jugando todos los partidos.
En el Torneo de Transición 2013 tras la venta de Ramón Fernández a la Universidad de Chile se convierte en el "10" del equipo de Eduardo Berizzo donde pese a que en el equipo no jugó mucho en aquella posición tuvo una destacada participación llegando a pelear el Campeonato, finalmente quedó en el 4º lugar en aquel torneo siendo una de las figuras del equipo. A fines de mayo O'Higgins no compra el pase del jugador lo que hace que no continúe en la institución rancagüina, pero en una radio dijo: "Doy gracias a Eduardo Berizzo, a la institución, y siempre le voy a desear lo mejor a O'Higgins" con tono de despedida.

### Universidad de Chile
El 16 de junio de 2013 en el Centro Deportivo Azul, Universidad de Chile presentó al volante paraguayo como su nuevo refuerzo para el Apertura 2013 y la Copa Sudamericana. El guaraní ocupó la número 8 y fue introducido al club por el presidente José Yuraszeck.
Su debut fue en un partido amistoso frente Coquimbo Unido que terminó 2-2.

### Club de Fútbol Monterrey
El 22 de mayo de 2014 el equipo mexicano Club de Fútbol Monterrey hace oficial su contratación.

### Club Cerro Porteño
Arribó como refuerzo del Ciclón de Barrio Obrero en enero del 2015. Ese mismo año, en el torneo Apertura 2015, gritó campeón por primera vez con la azulgrana. En el año 2016 llegó a semifinales de la Copa Sudamericana, ya como capitán y emblema del club. Posteriormente en el año 2017 volvió a coronarse campeón, esta vez del torneo Clausura. Convirtiéndose en el primer capitán en levantar un trofeo en La Nueva Olla. 

### Regreso a Olimpia
En diciembre de 2018 volvió a Olimpia el club donde había debutado como profesional y jugará la temporada 2019 con el equipo franjeado.

## Selección nacional
Fue citado el 28 de mayo de 2009 por el entrenador Gerardo Martino para integrar por primera vez la Selección de Paraguay, que debió enfrentar a Chile y Brasil por las eliminatorias mundialistas. Debutó pocos meses después en un encuentro amistoso jugado el 4 de noviembre ante Chile.

### Clasificatorias a Mundiales
| Clasificatorias            | Resultado | Part. | Goles |
| -------------------------- | --------- | ----- | ----- |
| Clasificatorias Rusia 2018 | 7° lugar  | 8     | 0     |

### Participaciones en Copa América
| Torneo                  | Sede           | Resultado        | Part. | Goles |
| ----------------------- | -------------- | ---------------- | ----- | ----- |
| Copa América Centenario | Estados Unidos | Fase de grupos   | 1     | 0     |
| Copa América 2019       | Brasil         | Cuartos de final | 4     | 0     |

## Estadísticas

### Clubes
- Actualizado al último partido disputado: 29 de diciembre de 2019.

| Olimpia Paraguay |               |               |     |    |    |    |    |     |     |      |      |
| 1.ª | 2006          | 1             | 0   | -  | -  | -  | -  | 1   | 0   | 0.00 |      |
| 1.ª | 2007          | 6             | 0   | -  | -  | -  | -  | 6   | 0   | 0.00 |      |
| 1.ª | 2008          | 41            | 5   | -  | -  | 4  | 1  | 45  | 6   | 0.15 |      |
| 1.ª | 2009          | 42            | 7   | -  | -  | -  | -  | 42  | 7   | 0.17 |      |
| Total club | Total club    | 90            | 12  | 0  | 0  | 4  | 1  | 94  | 13  | 0.14 |      |
| River Plate Argentina |               |               |     |    |    |    |    |     |     |      |      |
| 1.ª | 2009-10       | 13            | 0   | -  | -  | -  | -  | 13  | 0   | 0.00 |      |
| 1.ª | 2010-11       | 6             | 0   | -  | -  | -  | -  | 6   | 0   | 0.00 |      |
| Total club | Total club    | 19            | 0   | 0  | 0  | 0  | 0  | 19  | 0   | 0.00 |      |
| Libertad Paraguay |               |               |     |    |    |    |    |     |     |      |      |
| 1.ª | 2011          | 13            | 0   | -  | -  | 10 | 3  | 23  | 3   | 0.13 |      |
| Total club | Total club    | 13            | 0   | 0  | 0  | 10 | 3  | 23  | 3   | 0.13 |      |
| Beerschot AC · Bélgica |               |               |     |    |    |    |    |     |     |      |      |
| 1.ª | 2011-12       | 5             | 0   | 1  | 1  | -  | -  | 6   | 1   | 0.17 |      |
| Total club | Total club    | 5             | 0   | 1  | 1  | 0  | 0  | 6   | 1   | 0.17 |      |
| O'Higgins · Chile |               |               |     |    |    |    |    |     |     |      |      |
| 1.ª | 2012          | 34            | 7   | 7  | 0  | 2  | 0  | 43  | 7   | 0.16 |      |
| 1.ª | 2013          | 16            | 4   | -  | -  | -  | -  | 16  | 4   | 0.25 |      |
| Total club | Total club    | 50            | 11  | 7  | 0  | 2  | 0  | 59  | 11  | 0.19 |      |
| Universidad de Chile · Chile |               |               |     |    |    |    |    |     |     |      |      |
| 1.ª | 2013-14       | 33            | 5   | 6  | 1  | 11 | 1  | 50  | 7   | 0.08 |      |
| Total club | Total club    | 33            | 5   | 6  | 1  | 11 | 1  | 50  | 7   | 0.08 |      |
| Monterrey · México |               |               |     |    |    |    |    |     |     |      |      |
| 1.ª | 2014-15       | 10            | 0   | 3  | 0  | -  | -  | 13  | 0   | 0.00 |      |
| Total club | Total club    | 10            | 0   | 3  | 0  | 0  | 0  | 13  | 0   | 0.00 |      |
| Cerro Porteño Paraguay |               |               |     |    |    |    |    |     |     |      |      |
| 1.ª | 2015          | 32            | 3   | -  | -  | 2  | 0  | 34  | 3   | 0.09 |      |
| 1.ª | 2016          | 20            | 3   | -  | -  | 16 | 4  | 36  | 7   | 0.19 |      |
| 1.ª | 2017          | 35            | 6   | -  | -  | 5  | 0  | 40  | 6   | 0.15 |      |
| 1.ª | 2018          | 33            | 1   | -  | -  | 7  | 0  | 40  | 1   | 0.19 |      |
| Total club | Total club    | 120           | 13  | 2  | 0  | 30 | 4  | 152 | 17  | 0.14 |      |
| Olimpia Paraguay |               |               |     |    |    |    |    |     |     |      |      |
| 1.ª | 2019          | 32            | 1   | 0  | 0  | 6  | 2  | 38  | 3   | 0.14 |      |
| 1.ª | 2020          | 13            | 2   | -  | -  | 4  | 0  | 17  | 2   | 0.25 |      |
| Total club | Total club    | 45            | 3   | 0  | 0  | 10 | 2  | 55  | 5   | 0.14 |      |
| Total carrera | Total carrera | Total carrera | 385 | 44 | 19 | 2  | 67 | 11  | 471 | 57   | 0.13 |
| (1) Incluye datos de Copa de Bélgica, Copa Chile, Supercopa de Chile y Copa MX. (2) Incluye datos de Copa Libertadores y Copa Sudamericana. (3) No incluye goles en partidos amistosos. |               |               |     |    |    |    |    |     |     |      |      |

### Selecciones
Actualizado al último partido jugado el 5 de septiembre de 2019.
| Selección | Temporada | Amistosos | Amistosos | Amistosos | Copa América | Copa América | Copa América | Copa Confederaciones | Copa Confederaciones | Copa Confederaciones | Mundial | Mundial | Mundial | Eliminatorias Mundialistas | Eliminatorias Mundialistas | Eliminatorias Mundialistas | Total | Total | Total  |
| Selección | Temporada | Part.     | Goles     | Asist.    | Part.        | Goles        | Asist.       | Part.                | Goles                | Asist.               | Part.   | Goles   | Asist.  | Part.                      | Goles                      | Asist.                     | Part. | Goles | Asist. |
| --------- | --------- | --------- | --------- | --------- | ------------ | ------------ | ------------ | -------------------- | -------------------- | -------------------- | ------- | ------- | ------- | -------------------------- | -------------------------- | -------------------------- | ----- | ----- | ------ |
| Paraguay  |           |           |           |           |              |              |              |                      |                      |                      |         |         |         |                            |                            |                            |       |       |        |
| 2009      | 1         | -         | -         | -         | -            | -            | -            | -                    | -                    | -                    | -       | -       | -       | -                          | -                          | 1                          | 0     | 0     |        |
| 2010      | 1         | -         | -         | -         | -            | -            | -            | -                    | -                    | -                    | -       | -       | -       | -                          | -                          | 1                          | 0     | 0     |        |
| 2015      | 1         | -         | -         | -         | -            | -            | -            | -                    | -                    | -                    | -       | -       | -       | -                          | -                          | 1                          | 0     | 0     |        |
| 2016      | 1         | -         | -         | 1         | -            | -            | -            | -                    | -                    | -                    | -       | -       | -       | -                          | -                          | 2                          | 0     | 0     |        |
| 2017      | 1         | -         | -         | -         | -            | -            | -            | -                    | -                    | -                    | -       | -       | -       | -                          | -                          | 1                          | 0     | 0     |        |
| 2018      | 2         | -         | -         | -         | -            | -            | -            | -                    | -                    | -                    | -       | -       | 8       | -                          | -                          | 10                         | 0     | 0     |        |
| 2019      | 6         | -         | -         | 4         | -            | -            | -            | -                    | -                    | -                    | -       | -       | -       | -                          | -                          | 10                         | 0     | 0     |        |
| Total     | Total     | 13        | 0         | 0         | 5            | 0            | 0            | 0                    | 0                    | 0                    | 0       | 0       | 0       | 8                          | 0                          | 0                          | 26    | 0     | 0      |

### Goles en la Copa Libertadores
| Resultados    | Resultados | Resultados | Resultados             | Lugar        | Estadio                                 | Fecha               | Temporada | Gol(es) |
| ------------- | ---------- | ---------- | ---------------------- | ------------ | --------------------------------------- | ------------------- | --------- | ------- |
| Libertad      | 5          | 1          | Universidad San Martín | Asunción     | Estadio Dr. Nicolás Leoz                | 8 de marzo de 2011  | 2011      | 1 gol   |
| Libertad      | 3          | 0          | Fluminense             | Asunción     | Estadio Defensores del Chaco            | 4 de mayo de 2011   | 2011      | 1 gol   |
| Libertad      | 2          | 4          | Vélez Sarsfield        | Asunción     | Estadio Defensores del Chaco            | 18 de mayo de 2011  | 2011      | 1 gol   |
| Cerro Porteño | 1          | 3          | Boca Juniors           | Buenos Aires | Estadio Alberto J. Armando              | 5 de mayo de 2016   | 2016      | 1 gol   |
| Olimpia       | 3          | 0          | Sporting Cristal       | Lima         | Estadio Nacional del Perú               | 4 de abril de 2019  | 2019      | 1 gol   |
| Olimpia       | 1          | 3          | Liga de Quito          | Quito        | Estadio de Liga Deportiva Universitaria | 23 de julio de 2019 | 2019      | 1 gol   |

Para un total de 6 goles.

### Goles en la Copa Sudamericana
| Resultados           | Resultados | Resultados | Resultados           | Lugar    | Estadio                       | Fecha                    | Temporada | Gol(es) |
| -------------------- | ---------- | ---------- | -------------------- | -------- | ----------------------------- | ------------------------ | --------- | ------- |
| Olimpia              | 2          | 2          | Universidad Católica | Asunción | Estadio Manuel Ferreira       | 17 de septiembre de 2008 | 2008      | 1 gol   |
| Universidad de Chile | 1          | 3          | Real Potosí          | Potosí   | Estadio Víctor Agustín Ugarte | 30 de julio de 2013      | 2013      | 1 gol   |
| Cerro Porteño        | 6          | 0          | Real Potosí          | Asunción | Estadio Defensores del Chaco  | 24 de agosto de 2016     | 2016      | 2 goles |
| Cerro Porteño        | 1          | 0          | Real Potosí          | Potosí   | Estadio Víctor Agustín Ugarte | 16 de septiembre de 2016 | 2016      | 1 gol   |

Para un total de 5 goles.

## Palmarés

### Campeonatos nacionales
| Título           | Club          | País     | Año    |
| ---------------- | ------------- | -------- | ------ |
| Primera División | Cerro Porteño | Paraguay | A-2015 |
| Primera División | Cerro Porteño | Paraguay | C-2017 |
| Primera División | Club Olimpia  | Paraguay | A-2019 |
| Primera División | Club Olimpia  | Paraguay | C-2019 |
| Primera División | Club Olimpia  | Paraguay | C-2020 |

### Distinciones individuales
| Distinción                                 | Año  |
| ------------------------------------------ | ---- |
| Futbolista Paraguayo del Año por ABC Color | 2015 |
| Futbolista Paraguayo del Año por ABC Color | 2016 |

- Nota: El premio recibido por Rojas como mejor futbolista paraguayo del año 2015 se basó en una votación abierta a los lectores del sitio web del diario ABC Color.[24] De forma paralela, se entrega otro galardón que surge únicamente de la elección de los periodistas deportivos de dicho medio, el cual obtuvo en 2016.[25]